# Yaginumaella versicolor
Yaginumaella versicolor là một loài nhện trong họ Salticidae. Loài này được phát hiện ở Bhutan.